# ماري أندرسون (مخترعة)
ماري أندرسون (بالإنجليزية: Mary Anderson)‏ (و. 1866 – 1953 م) هي مخترِعة، من الولايات المتحدة، ولدت في مقاطعة غرين، توفيت في مونتيغل، عن عمر يناهز 87 عاماً.

## جوائز
حصلت على جوائز منها:
- القاعة الوطنية للمخترعين المشاهير.